# استراتی‌ون
استراتی‌ون (به انگلیسی: Strathaven) یک شهرک در اسکاتلند است که در لانارکشر جنوبی واقع شده‌است. استراتی‌ون ۷٬۴۸۴ نفر جمعیت دارد.